# Talca (djur)
Talca är ett släkte av fjärilar. Talca ingår i familjen mätare.
Kladogram enligt Catalogue of Life:
| Talca | \| \| Talca absconda \| \| \| \| \| \| Talca incurva \| \| \| \| |
|       | \| \| Talca absconda \| \| \| \| \| \| Talca incurva \| \| \| \| |
|       | Talca absconda                                                   |
|       |                                                                  |
|       | Talca incurva                                                    |
|       |                                                                  |